# Aldo Capitini
Aldo Capitini, né le 23 décembre 1899 à Pérouse (Italie) et mort le 19 octobre 1968 dans la même ville, est un philosophe, poète, homme politique, antifasciste et pédagogue italien. Il est l'un des premiers à se saisir et à développer en Italie les théories sur la non-violence de Gandhi, ce qui lui vaut parfois le surnom de « Gandhi italien ».
Il est le plus important penseur et activiste de la non-violence en Italie et en Europe. En 1952, il correspond avec Danilo Dolci (1924 – 1997), poète, éducateur et sociologue italien de terrain qui se bat pour l’amélioration des conditions de vie, matérielles et citoyennes de ses contemporains, notamment en Sicile.

## Œuvres
- Lettere (1931-1968)
- Le tecniche della nonviolenza (1967)

## Citations
- « Cette liberté spirituelle, à l'opposé de l'insensibilité ou de la paresse, de la liberté de souffrir et de connaître l'erreur, est la proximité et de la rédemption de Dieu. »
- « Dieu implique la conscience continue de la finitude, la capacité suprême de se sentir la douleur, le renoncement à des attributs divins pour devenir don pur, l'amour infini, la rédemption et de consolation. »
- « Toujours implicite dans la religion est donc une confession de finitude et de limitation. Nous expérimentons cette limitation quand nous pleurons, notre complainte découlant de notre incapacité à aimer pleinement. »